# Villa Monoyer
La Villa Monoyer est un ensemble immobilier situé en plein cœur de Lyon comprenant un parc classé de 5 500 m2, une habitation de 450 m2, la chapelle du château des Tournelles (XVIe siècle) et une maison de gardien.
La villa est située au numéro 41 rue Professeur-Paul-Sisley, dans le troisième arrondissement de Lyon. La rue s'appelait rue des Tournelles jusqu'en 1938. 
La maison était la résidence du physicien et ophtalmologue Ferdinand Monoyer (1836-1912), inventeur de la dioptrie et de l'échelle de mesure de l’acuité visuelle qui porte son nom.
Si elle reste aujourd'hui la propriété privée de ses descendants, une association loi de 1901, l'association Villa Monoyer, est créée dans le but de transmettre la propriété pour en faire un espace culturel dédié à la mémoire de Ferdinand Monoyer tout en conservant un poumon vert dans le quartier.